# Sjardana

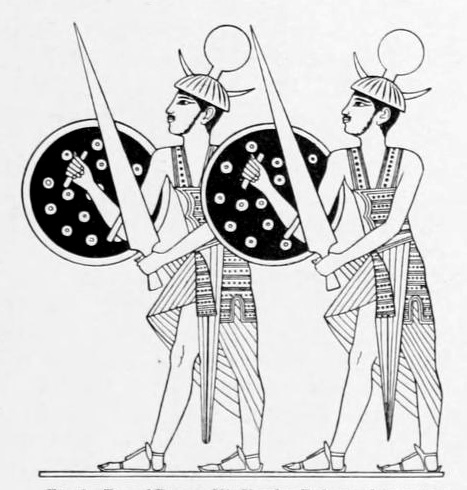
Shardana als lijfwachten van Rameses II

De Sjardana (ook: Sherden of Sjerden) worden in Egyptische bronnen genoemd als een van de Zeevolken die de Nijldelta en Noordelijk Egypte binnendrongen rond 1220 v.Chr. Zij kwamen met hun hele gezin en al hun hebben en houden toe. Sardinië was waarschijnlijk hun land van herkomst. De eerste Sjardana die Egyptische bronnen vermelden vielen in 1297 v.Chr. de delta binnen en werden na veel plunderingen door Ramses II gevangen genomen.  Hij wist ze ertoe te bewegen in Egyptische dienst te treden en later werden ze ingezet als huurlingen in de slag bij Kadesh, daar waar de Lukku de Hettieten steunden. Ook kleitabletten in Ugarit vermelden de Sjardana, zij het niet in grote aantallen
In het vijfde jaar van zijn regering sloeg Merenptah een invasie terug van Libiërs in alliantie met "Vreemden/volken van de Zee", namelijk Eqwesj, Teresj, Lukku, Sherden en Sjekelesj.
In vroegere tijden waren zij ook al in en rond Byblos gesignaleerd aldus de Amarna brieven.